# Кілеєво
Кіле́єво (рос. Килеево, башк. Киләй) — село у складі Бакалинського району Башкортостану, Росія. Адміністративний центр Кілеєвської сільської ради.
Населення — 498 осіб (2010; 550 у 2002).
Національний склад:
- росіяни — 87 %